# Canone televisivo

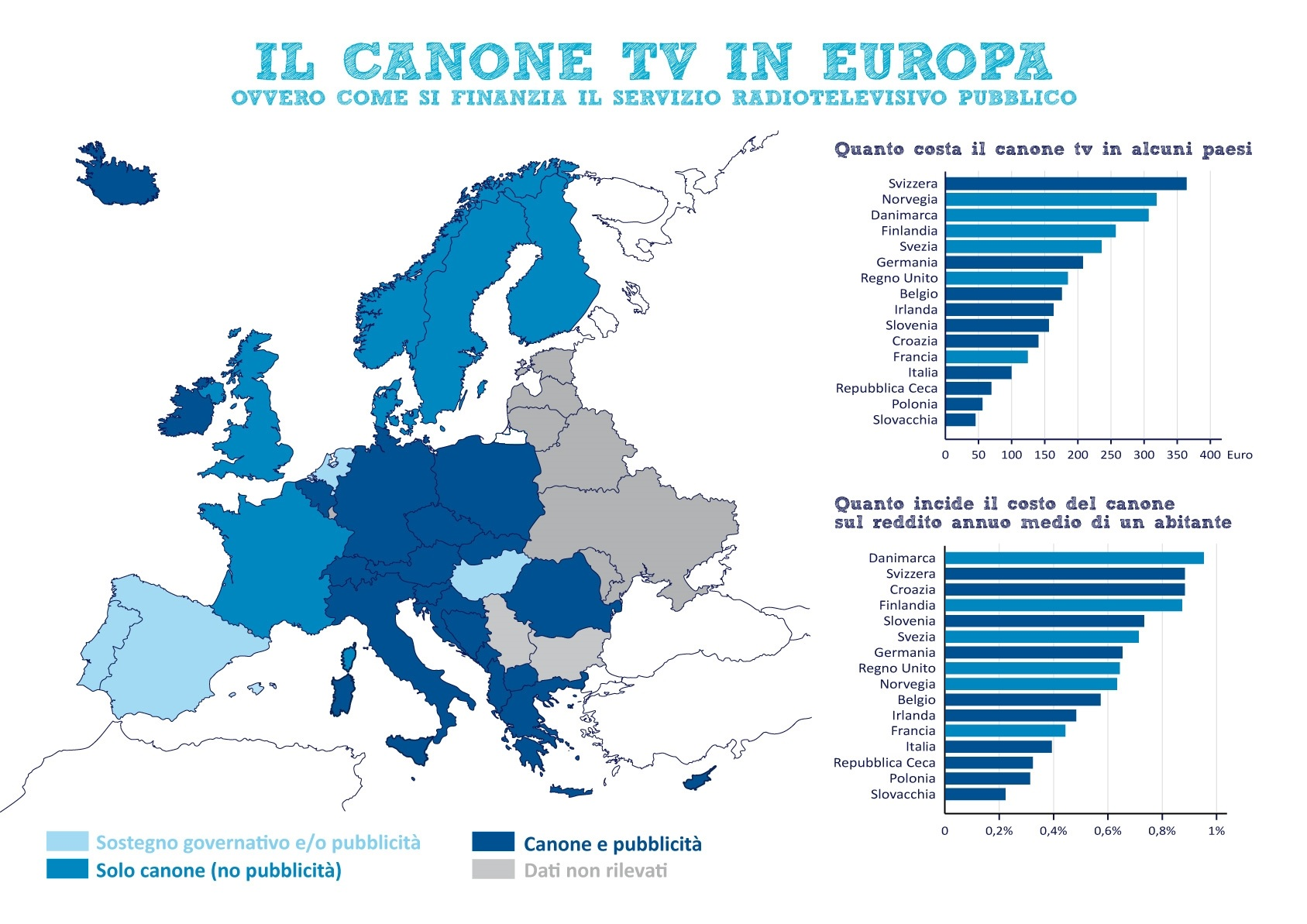
Il canone TV in Europa

Presenza del canone TV

Il canone televisivo è un tributo richiesto per finanziare la radiodiffusione pubblica nei vari paesi, permettendo così la trasmissione di programmi con poca o nessuna pubblicità.
Tra i Paesi che hanno abolito il canone/imposta ci sono Paesi Bassi, Ungheria, Bulgaria, Spagna, Belgio, Lussemburgo, Lituania, Lettonia, Polonia, Estonia, Bielorussia, Ucraina, Moldavia, Russia, Turchia e Israele. Si paga invece il canone, ma non c'è pubblicità commerciale, in Danimarca, Svezia, Norvegia, Finlandia, Francia, Regno Unito.

## Europa
| Foo                  |                 | 10 | 10 | 10-10-2000 |
| Albania              | 5,81            |    |    |            |
| Austria              | 223,32 - 284,52 |    |    |            |
| Bosnia ed Erzegovina | 36,00           |    |    |            |
| Croazia              | 137,00          |    |    |            |
| Rep. Ceca            | 65,94           |    |    |            |
| Danimarca            | 303,35          |    |    |            |
| Francia              | 133,00          |    |    |            |
| Germania             | 220,32          |    |    |            |
| Grecia               | 51,60           |    |    |            |
| Irlanda              | 160,00          |    |    |            |
| Italia               | 90,00           |    |    |            |
| Macedonia del Nord   | 25,99           |    |    |            |
| Malta                | 34,40           |    |    |            |
| Montenegro           | 42,00           |    |    |            |
| Norvegia             | 315,57          |    |    |            |
| Polonia              | 52,57           |    |    |            |
| Portogallo           | 33,72           |    |    |            |
| Romania              | 11,27           |    |    |            |
| Slovacchia           | 42,00           |    |    |            |
| Slovenia             | 153,00          |    |    |            |
| Serbia               | 56,50           |    |    |            |
| Svezia               | 232,47          |    |    |            |
| Svizzera             | 360,65          |    |    |            |
| Regno Unito          | 185,11          |    |    |            |

### Austria
L'importo del canone varia a seconda del Land di residenza.
| Stato         | Televisione | Radio  |
| ------------- | ----------- | ------ |
| Burgenland    | €253,32     | €73,92 |
| Carinzia      | €284,52     | €82,32 |
| Bassa Austria | €272,52     | €78,72 |
| Alta Austria  | €223,32     | €65,52 |
| Salisburghese | €279,72     | €84,72 |
| Stiria        | €284,52     | €82,32 |
| Tirolo        | €262,92     | €76,32 |
| Vorarlberg    | €223,32     | €65,52 |
| Vienna        | €276,72     | €80,16 |

### Croazia
L'importo del canone è circa 11 €/mese.

### Finlandia
Dal 2013 il canone è sostituito da una particolare imposta progressiva.

### Francia
In Francia il canone è di 133 € per l'anno 2014, mentre per i territori d'oltremare è di 85€.

### Germania
Dal 1º gennaio 2013 il canone (Rundfunkgebühr) ammonta a € 215,76 per abitazione (17,98€ al mese), indistintamente dal fatto che si possieda o no un televisore o una radio.
Tuttavia il 20 luglio 2021 la Bundesverfassungsgericht (la Corte Costituzionale Federale tedesca) ha stabilito un nuovo adeguamento dei contributi fissando la quota mensile a € 18,36 (€ 220,32 annui) da applicare a partire dal mese di agosto del 2021.

### Grecia
L'imposta è indiretta ed è pagata insieme alla fattura dell'energia elettrica. Il totale è di 51,60 €.

### Irlanda
€160, non pagano i residenti oltre i 70 anni, in alcuni casi gli oltre 66 e i ciechi.

### Italia
In Italia il canone deriva da un regio decreto del 1938.
L'importo del canone è stato soggetto ogni anno a un aumento pari al tasso di inflazione annuo reale fino al 2016, quando è stato ridotto da € 113,50 a € 100,00. A partire dal 2016 il pagamento del canone avviene in dieci rate mensili mediante addebito nella fattura per i titolari di utenza di fornitura di energia elettrica. Nel 2017 l'importo del canone passa a € 90.
Nel 2023 il canone passa a € 70. Dal 2025 il canone tornerà a € 90.

### Norvegia
La NRK è finanziata da un canone di 2477,52 corone (€ 314,78).

### Paesi Bassi
Nei Paesi Bassi il canone televisivo venne abolito nel 1980 a seguito della nascita delle prime televisioni private.

### Portogallo
Il canone nella sua forma tradizionale fu abolito nel 1992 dal governo di Cavaco Silva. L'emittente RTP è finanziata dal governo, dalla pubblicità e da un contributo audio-video di 2,81 euro mensili (33,72 euro/anno), addebitati sulla bolletta dell'energia elettrica. Solo gli utenti che consumano fino a 400 kWh annui ne sono esentati.

### Spagna
Non esiste un canone, l'emittente RTVE è finanziata dal governo.

### Svezia
La SVT è finanziata esclusivamente da un canone di 2076 corone (€ 232,47).

### Svizzera
Per la ricezione privata (utenze domestiche) (dati relativi al 2010)
- 42,25 CHF (circa 31 €) a trimestre solo per ricezione radiofonica (169,00 CHF / 124 € annui)
- 72,35 CHF (circa 54 €) a trimestre solo per ricezione televisiva (289,40 CHF/ 216 € annui)
- 115,50 CHF (circa 85 €) a trimestre per entrambe le ricezioni (458,40 CHF / 340 € annui)

I canoni possono essere pagati a frazione mensile, trimestrale o annuale.

### Regno Unito
£ 145,50 (€ 174,99) per la televisione a colori e £49,00 (€58,89) per il bianco e nero. Non pagano i residenti oltre i 75 anni e tutti coloro che abitano in ospizi e centri di accoglienza. I ciechi hanno diritto al 50% di rimborso sul totale pagato. La tassa non è sul possesso dell'apparecchio televisivo in sé, ma si applica soltanto a chi "vede in diretta o registra le trasmissioni trasmesse su qualunque dispositivo", quindi include l'uso di PC, tablet, smartphone e smart TV. Se si possiede un televisore ma lo si usa soltanto per altri scopi (per esempio videogiochi, DVD, streaming on demand) non è necessario pagarla.

### Repubblica Ceca
€ 70 per la televisione, € 30 per la radio (2009).

## Asia

### Israele
In Israele, il canone televisivo è stato cancellato nel 2015 e il canone radiofonico viene riscosso indirettamente in aggiunta al pagamento annuale della patente di guida

### Giappone
La Nippon Hoso Kyokai è finanziata dal canone, 15.490 yen (circa 110 €) per la televisione terrestre, 25.520 (164 €) per la
televisione satellitare. Vi è un altro canone per la televisione in bianco e nero.

### Corea del Sud
La Korean Broadcasting System e la Educational Broadcasting System sono finanziati dal canone, che è di 30.000 won (€ 25).

### Pakistan
La Pakistan Television Corporation è finanziata da un canone di 300 rupie (€ 3,86).

## Africa

### Ghana
La Ghana Broadcasting Corporation è finanziata dal canone, che è di 3.000 cedi (€ 0,29).

### Namibia
La Broadcasting Corporation Namibia è finanziata dal canone di 204 dollari namibiani (€ 9,90).

### Sudafrica
La South African Broadcasting Corporation è finanziata dal canone di 250 rand (€ 12,20).